# Khaddi Sagnia
Khadijatou „Khaddi” Victoria Sagnia (ur. 20 kwietnia 1994 w Helsingborgu) – szwedzka lekkoatletka specjalizująca się w skoku w dal. Na początku kariery uprawiała także trójskok.
W 2010 zdobyła mistrzostwo olimpijskie młodzieży w trójskoku. Finalistka konkursów skoku w dal i trójskoku podczas mistrzostw świata juniorów młodszych w Lille Metropole (2011). W 2015 bez awansu do finału startowała na halowym czempionacie Europy oraz zajęła 7. miejsce podczas mistrzostw świata w Pekinie. Szósta zawodniczka mistrzostw Europy w Amsterdamie (2016).
Złota medalistka mistrzostw Szwecji oraz reprezentantka kraju na drużynowych mistrzostwach Europy i w meczach międzypaństwowych.
Rekordy życiowe w skoku w dal: stadion – 6,95 (28 maja 2022, Eugene); hala – 6,92 (25 lutego 2018, Glasgow) rekord Szwecji. Rekord życiowy w trójskoku (13,65 w 2011) jest aktualnym rekordem Szwecji juniorek i juniorek młodszych.

## Osiągnięcia
| Rok  | Impreza                                             | Miejsce        | Konkurencja | Pozycja           | Wynik  |
| ---- | --------------------------------------------------- | -------------- | ----------- | ----------------- | ------ |
| 2010 | Eliminacje Europy do igrzysk olimpijskich młodzieży | Moskwa         | trójskok    | 1. miejsce        | 13,34  |
| 2010 | I liga drużynowych mistrzostw Europy                | Budapeszt      | trójskok    | 9. miejsce        | 13,14  |
| 2010 | Igrzyska olimpijskie młodzieży                      | Singapur       | trójskok    | 1. miejsce        | 13,56  |
| 2011 | Mistrzostwa świata juniorów młodszych               | Lille          | skok w dal  | 11. miejsce       | 5,75   |
| 2011 | Mistrzostwa świata juniorów młodszych               | Lille          | trójskok    | 9. miejsce        | 12,72w |
| 2015 | Halowe mistrzostwa Europy                           | Praga          | skok w dal  | el. – 9. miejsce  | 6,52   |
| 2015 | Młodzieżowe mistrzostwa Europy                      | Tallinn        | skok w dal  | 4. miejsce        | 6,64   |
| 2015 | Mistrzostwa świata                                  | Pekin          | skok w dal  | 7. miejsce        | 6,78   |
| 2016 | Halowe mistrzostwa świata                           | Portland       | skok w dal  | 14. miejsce       | 6,08   |
| 2016 | Mistrzostwa Europy                                  | Amsterdam      | skok w dal  | 6. miejsce        | 6,59   |
| 2016 | Igrzyska olimpijskie                                | Rio de Janeiro | skok w dal  | el. – 27. miejsce | 6,25   |
| 2017 | I liga drużynowych mistrzostw Europy                | Vaasa          | skok w dal  | 1. miejsce        | 6,52   |
| 2017 | Mistrzostwa świata                                  | Londyn         | skok w dal  | el. – 16. miejsce | 6,42   |
| 2018 | Halowe mistrzostwa świata                           | Birmingham     | skok w dal  | 6. miejsce        | 6,64   |
| 2018 | Mistrzostwa Europy                                  | Berlin         | skok w dal  | 7. miejsce        | 6,47   |
| 2021 | Halowe mistrzostwa Europy                           | Toruń          | skok w dal  | 3. miejsce        | 6,75   |
| 2021 | Igrzyska olimpijskie                                | Tokio          | skok w dal  | 9. miejsce        | 6,67   |
| 2022 | Halowe mistrzostwa świata                           | Belgrad        | skok w dal  | 12. miejsce       | 6,42   |
| 2022 | Mistrzostwa świata                                  | Eugene         | skok w dal  | 6. miejsce        | 6,87w  |
| 2022 | Mistrzostwa Europy                                  | Monachium      | skok w dal  | 6. miejsce        | 6,61   |
| 2023 | Halowe mistrzostwa Europy                           | Stambuł        | skok w dal  | 7. miejsce        | 6,57   |
| 2023 | Mistrzostwa świata                                  | Budapeszt      | skok w dal  | el. – 28. miejsce | 6,35   |
| 2025 | I dywizja drużynowych mistrzostw Europy             | Madryt         | skok w dal  | 11. miejsce       | 6,33   |